# 永見長頼
永見 長頼（ながみ ながより）は、江戸時代前期の高田藩士。通称は市正。

## 生涯
松平忠直の次男として生まれる。慶安4年（1651年）4月21日、同母弟熊千代（永見長良）らと共に越後国高田へ移り住む。異母兄松平光長から知行3千石および偏諱を賜った。
寛文7年（1667年）8月16日に享年38歳で死去した。

## 系譜
- 侍妾：立長院
- 侍妾：大木氏
  - 男子：松平綱国 - 松平光長養子
- 生母不明の子女
  - 女子（早世）[注釈 1]